# جوزيف كان
جوزيف كان (بالإنجليزية: Joseph Kane)‏ هو مونتير وكاتب سيناريو ومخرج أمريكي، ولد في 19 مارس 1894 في سان دييغو في الولايات المتحدة، وتوفي في 25 أغسطس 1975 في سانتا مونيكا في الولايات المتحدة.

## وصلات خارجية
- جوزيف كان على موقع IMDb (الإنجليزية)
- جوزيف كان على موقع ألو سيني (الفرنسية)
- جوزيف كان على موقع أول موفي (الإنجليزية)
- جوزيف كان على موقع قاعدة بيانات الأفلام السويدية (السويدية)
- جوزيف كان على موقع إن إن دي بي (الإنجليزية)
- جوزيف كان على موقع قاعدة بيانات الفيلم (الإنجليزية)
- جوزيف كان على موقع كينوبويسك (الروسية)